# 陳敏薰
陳敏薰（1970年8月13日—），臺北人，台北101首任董事长。

## 生平
父親陳重義為台灣最大花式紡紗廠理隆纖維董事長。理隆陳家過去以紡織及窯業起家，發跡於台北的大稻埕一帶。陳重義屬於第二代的接班人，近年來在本業營運穩定的狀況下，更將投資觸角伸向金融、高科技等產業，其中中華開發工銀，即是理隆陳家的重要投資之一。
民國八十七年（1998年）學成回台，先在理隆纖維擔任投資部協理，之後理隆家族進入開發工銀，在取得董事席次後，陳重義便指派陳敏薰代表理隆家族擔任開發工銀董事。
因為進入開發工銀擔任董事，她經常跟隨劉泰英四處學習，吸引投資界人士的注目。此外，多次跟隨胡定吾出國考察業務，不斷的吸收與學習。陳敏薰穿著打扮，以及經年不變的髮型，常成為台灣新聞報導的對象。
陳敏薰曾為臺北國際金融中心（臺北101）董事長、中華開發金融控股公司董事。但台灣銀行於2008年12月10日發函開發金，要求解除陳敏薰在開發金董事代表身份位，故其在2008年12月27日主動請辭臺北101大樓董事長的職務，並由林鴻明繼任。
民國九十九年（2010年）元旦起至2012年7月，擔任高雄縣大樹鄉義大世界內的義大皇家酒店董事長；並曾任為義联集團台北管理中心執行長。

## 司法事件
民國九十七年（2008年）12月4日，中華民國最高檢察署特偵組，為了調查民進黨執政期間，二次金融改革台灣企業賄賂前總統陳水扁疑雲，傳喚台北101董事長陳敏薰及其父陳重義、母陳王寶蓮到案說明。上午9點40分進入特偵組辦公室，下午1點40分左右離開，約談達4小時。
根據陳敏薰在法庭上的說法，當她緊張到頭昏腦脹的時候，可是會不假思索、隨便回答的。 把自己沒有說過的話，認作出自己口。
2009年7月17日，偽證案台北地檢署偵查終結，陳敏薰因涉嫌偽證罪遭起訴。
2009年9月1日，偽證案台北地方法院一審宣判，陳敏薰被判有期徒刑1年6月，不得減刑。
2009年11月23日，偽證案二審首次開庭後，陳敏薰推翻一審時的說法，辯稱曾交付新台幣1,000萬元給前總統夫人吳淑珍，來爭取大華證券董座。
2010年2月3日，偽證案台灣高等法院二審宣判，陳敏薰被判有期徒刑8月，不得緩刑。
2011年8月17日，偽證案最高法院三審宣判，撤銷二審判決，發回台灣高等法院更審。
2012年6月12日，偽證案台灣高等法院更一審宣判，陳敏薰被判有期徒刑10月，緩刑3年，緩刑期間付保護管束，並應於緩刑期內向指定之政府機關、政府機構、行政法人、社區或其他符合公益目的之機構或團體，提供160小時之義務勞務。

## 外部連結
維基新聞相關報導：台北101新董座可能換人 公、民股角力戰一觸即發
 維基新聞相關報導：陳敏薰任內最後一次跨年晚會 精彩188秒後 林鴻明臨危接掌台北101董座
- 陳敏薰－就算輸也要戰到底 商業周刊 第1100期 2008-12-23 （页面存档备份，存于）

| 首任董事長 | 台北101董事長 2004年12月27日—2008年12月31日 | 繼任： 林鴻明 |